# 中国工农红军第二十八军
中国工农红军第二十八军，简称红二十八军，是中国工农红军的地方部队。先后有两支红军部队以红二十八军为番号。

## 皖西第一支红二十八军
其一是于1933年1月成立于鄂豫皖苏区的红二十八军，由红四方面军撤离后留下的地方武装组成，与红二十五军在当地坚持游击战，军长廖荣坤、政治委员王平章。1933年春，红二十八军在湖北黄安七里坪撤销番号，人员编入红二十五军第七十三师。

## 皖西第二支红二十八军
同年9月，徐海东率红二十五军第七十四师在潢麻公路一战后被迫进入安徽，与当地的红八十二师合编为新红二十八军，军长徐海东、政治委员郭述申，1934年4月，再次与红二十五军会师，编入红二十五军。

## 皖西第三支红二十八军
1934年11月，红二十五军开始长征后，当地地方武装于1935年2月又一次编成红二十八军，高敬亭任军长兼政治委员。1938年，该部改编为国民革命军新四军第四支队，投入抗日战争战场。后历经数次整编为中国人民解放军第六十一师，最终于2017年全师被拆分，师部撤销。

## 陕北红二十八军
在陕北瓦窑堡召开的中共中央政治局扩大会议，讨论并通过了《中央关于军事战略问题的决议》。决议指出：党的战略方针是，"把国内战争同民族战争结合起来"，"准备直接对日作战的力量"，"猛烈扩大红军"。并要求红一方面军猛烈扩大到五万人。12月30日，西北革命军事委员决定，在瓦窑堡地区组建红一方面军第二十八、二十九军。红二十八军以北线绥德、米脂、清涧等地地方武装和游击队为基础组建，共3个团11个连，1200多人，步枪670支，轻机枪5挺。
- 军长刘志丹/宋任穷（1936年4月23日-）/宋时轮（1936年5月中旬-）
- 政治委员宋任穷/蔡树藩
- 副军长兼参谋长杨森/后参谋长唐延杰（1936年5月中旬-）
  - 无线电台队长兼政委 钟夫翔
- 政治部主任伍晋南/黄春圃
- 西北政治保卫局红军第二十八军特派员裴周玉
- 民运科长刘国梁
- 一团（二五0团）由绥德、吴堡战斗团改编。黄光明团长(后为贺吉祥)，王再兴政委
- 二团（二五一团）由米（脂）西游击师改编，团长于占彪，政委柴成俊/王学清
- 三团（二五二团）由清涧红四团改编，团长杨琪（1936年3月9日杨琪在指挥红三团攻占绥德岱王庙的战斗后，正打扫战场，突然一声冷枪头部中弹牺牲，陈仿仁接任团长），政委陈仿仁（后为宋远清/王季龙）

1935年，是葭县革命斗争极为艰苦的一年。红五团南下后，井岳秀所部第八十六师、山西阎锡山部在葭米地区部署近两万兵力，采取“修筑碉堡，分兵合击，建立保甲制度，并村上寨”等办法，对葭米苏区驻剿，葭县一百多名党政干部和两千多名群众被杀害，苏区沦陷，党政机关和游击队无法立足。中央军委指示刘志丹、宋任穷率红二十八军北上东征，重新开辟葭米苏区，打通葭、吴、绥、米苏区到神府苏区的通道。1936年2月，红二十八军从绥德进入葭县境内，红十五支队从吴堡出发，配合红二十八军由南向北攻击前进。在圪绺咀歼敌两个连，拔了贺家沟、牛沟、玉家沟寨子，在阎家峁山上歼敌7个连，一路势如破竹。这时，红二十八军已有伤员100余名。刘志丹在高起家坬召开的军事会议上，命令十五支队率领葭县担架队将伤员立即送到神府苏区。红二十八军攻打了杨家园子（今属神木）、代皇庙寨子（今属神木）、万户峪寨子守敌（今属神木），连战皆捷。完成重新开辟了葭县苏区，使葭、吴、绥、米苏区与神府苏区联成了一片。
1937年2月，红28军编入援西军，挺进三边，攻打盐池县城。驻守定边和盐池两个县城。全军共856人，大部分团、连干部是中央红军抽调的经过二万五千里长征的老干部。1937年2月中旬，中共中央得知西路军告急，即于2月27日由中央军委主席团发出《关于组织援西军问题给彭德怀、任弼时的指示》，决定由红军第四军、第三十一军、第二十八军、第三十二军、骑兵第一团组成援西军，以刘伯承任司令员、张浩任政治委员、左权任参谋长(后李达接任)、刘晓任政治部主任(后宋任穷接任)，即日开赴镇原待命。1937年8月，整编为八路军第120师第358旅第716团（团长宋时轮）第二营。“宋时轮支队” 挺进晋察冀，1938年5月在宛平县西部与邓华支队合编为八路军第四纵队，宋支队编为四纵队十二支队，下辖三十四大队、三十六大队和骑兵大队。1939年11月再次整编，三十四、三十六大队、骑兵大队、平西游击队合编为冀察热挺进军第九团。1940年，九团派出两支部队开辟平北地区，主力是收编整顿游击队后组建的第三营，分编为第四十团、第八团，后来合并为四十团。1944年1月，晋察冀军区第一团、第五团、第九团、第三十四团、独立团和骑兵团等部，合编组成晋察冀军区机动旅，黄永胜任旅长，邓华任政治委员，陶汉章任参谋长，袁升平任政治部主任。1944年3月，机动旅奉命开赴延安。同年秋，该旅改称陕甘宁晋绥联防军教导第2旅。仍由黄永胜任旅长，邓华任政治委员，陶汉章任参谋长，袁升平任政治部主任。下属各团番号不变。1945年10月，教导一旅、二旅留在陕北部队合编为教导旅，原九团改编为第二团第一营。